# Robert Blair (astronomo)
Robert Blair (Murchiston, 1748 – Westlock, 1828) è stato un astronomo scozzese.
Giovane medico di bordo nelle Indie Occidentali, fu dal 1785 docente all'università di Edimburgo. Nel 1798 risolse il problema dell'aberrazione sferica nel telescopio inventando lenti che egli chiamò "aplanatiche".
Dal 1786 fu fellow della Royal Society di Edimburgo.
| Controllo di autorità | VIAF (EN) 17077939 · LCCN (EN) nr91013698 |